# نوزم

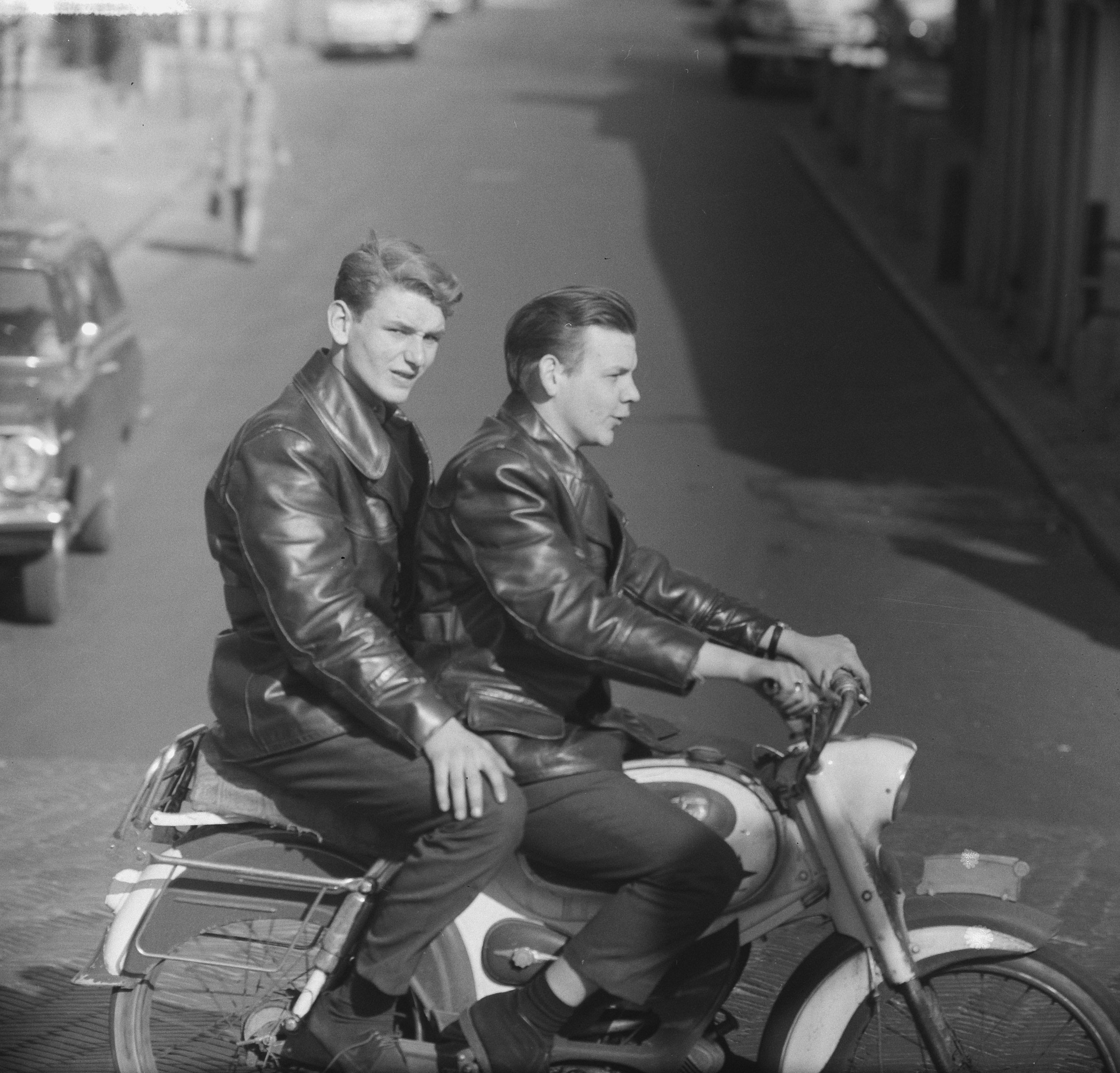
اثنين من النوزم على دراجة (1965)

نوزم مصطلح ظهر خلال خمسينيات وستينيات القرن العشرين لوصف الشاب الواعي بضميره الذاتي والمتمرد، مما مهد لظهور حركة البروفو.

## أصلها
نوزم هي ثقافة فرعية هولندية حديثة تعادل حركة "التيدي بوي" في المملكة المتحدة و "المطاردون" في الولايات المتحدة، وغالبًا ما اعتبرت هذه الثقافة مثيرة للجدل لمواقفها العدوانية من طرف السلطات الهولندية، إذ كان أعضاؤها من الشباب يتميزون بارتداء ملابس الجينز والسترات الجلدية، والاستماع إلى موسيقى الروك أند رول والتجمع بالقرب من بارات الوجبات الخفيفة على دراجاتهم.

## معنى الكلمة
أصل كلمة "نوزم" غير مؤكد تمامًا، يعتقد أنها  قد تكون مستعارة من لهجة "بارغوينز" وهي لهجة كانت تُستخدم في هولندا حتى النصف الأول من القرن العشرين من قبل الأشخاص المشردين بشكل أساسي و من هم على هامش المجتمع.